# مايكل كورس
مايكل كورس(الاسم الأصلي كارل أندرسون Karl Anderson) ولد في 19 أغسطس 1959 في مدينة نيويورك. اشتهر المصمم الأميريكي مايكل كورس بشكل كبير بتصميمه للأزياء الأمريكية الرياضية الكلاسيكية للنساء. يشغل مايكل منصب الرئيس الفخري والمدير الإبداعي لشركة «مايكل كورس القابضة المحدودة (كورس) Michael Kors Holdings Limited (KORS)» التابعة له.

## الحياة الشخصية
ولد «مايكل كورس» باسم «كارل أندرسون» في لونغ أيلاند، بنيويورك؛ لام كانت تعمل عارضة أزياء سابقة «جوان كورس» (اسم ماقبل الزواج «همبرغر») والأب «كارل اندرسون». بعد أن تزوجت امه للمرة الثانية بزوجها الثاني «بيل كورس» قام بتغيير اسمه إلى مايكل دايفيد كورس على اسم زوج أمه. ترعرع في «ميريك Merrick» بنيويورك وتخرج من ثانوية جون كيندي في «بيلمور» (John F. Kennedy High School) بنيويورك. أم مايكل يهودية أما أبوه فهو من أصول سويدية. تزوج مايكل من «لانسي لو بيري Lance Le Pere» في أغسطس 2011.

## المسيرة المهنية
وقد كان لدى مايكل انجذاب وميل للأزياء منذ أن كان صغيراً جداً. وفسرت والدته ذلك بأنه يعود إلى كونه نشأ في عالم الأزياء وصناعة الموضة وذلك من خلال مهنتها كعارضة للأزياء. بل إن مايكل كان قد قام بتصميم فستان زفاف أمه لزواجها الثاني وذلك في سن الخامسة. وخلال سنوات المراهقة، بدأ كورس بتصميم الملابس وبيعها بشكل منفرد ومستقل تحت اسم «ذ آيرون باترفلاي The Iron Butterfly» (الفراشة الحديدية).
في عام 1977، التحق بمعهد «الأزياء للتكنولوجياFashion Institute of Technology» في مدينة نيويورك؛ غير أنه لم يستمر بالمعهد وتوقف عن الدراسة بعد تسعة أشهر فقط، ليتخذ له مساحة صغيرة في متجرا «بيرغدورف غودمان Bergdorf Goodman» في شارع 57، حيث بدأ يبيع تصاميمه.
بعد فترة وجيزة، اكتشفت «دون ميللوDawn Mello» المسؤولة عن الأزياء والموضة في برغدورف كورس؛ فطلبت منه أن يعرض تشكيلاته على زبائن بغدورف غودمان، وهكذا بدأ يطرح تشكيلات خاصة به منذ ذلك الحين. في عام 1981، بدأ كورس السطر الأشغال «مايكل كورس» في بلومينغدايلز، برجدورف جودمان، اللورد تايلور، Neiman ماركوس، وساكس الجادة الخامسة. وفي 1981 قام «كورس» بإطلاق خطّ للأزياء النسائية باسم “مايكل كورس” لدى كل من “بلومينغدايلز” (Bloomingdales) و”بيرغدورف غودمان” (Bergdorf Goodman) و”لورد & تايلر” (Lord & Taylor) و”ساكس فيفث أفينيو” (Saks Fifth Avenue).
اضطره إفلاس أصابه في عام 1993 إلى التوقف عن طرح خط «كورس Kors» لفترة. ولكنه تمكن من الوقوف على قدميه مرة أخرى في عام 1997 والبدء في إطلال خطه مرة أخرى وبأسعار أقل. وفي الوقت نفسه تم اختياره من قبل دار «سيلين Celine» الفرنسية كأول مصمم للأزياء النسائية الجاهزة تقوم الدار بتعيينه في تاريخها على الإطلاق.
وأثناء توليه منصبه في دار “سيلين”، أجرى «كورس» تغييرا كبيرا وناجحا على الدار بطرح أكسسوارات وخطا للأزياء الجتاهزة نالت إقبالا كبيرا. غادر «كورس» «سيلين» في تشرين الأول/أكتوبر 2003 ليركز بعد ذلك على اسمه وعلامته التجارية الخاصة به. أطلق «كورس» خطا للأزياء الرجالية في عام 2002.
وبلإضافة إلى تشكيلات «مايكل كورس Michael Kors»، قام مايكل في 2004 بإطلاق خطين آخرين تحت اسم «مايكل مايكل كورس MICHAEL Michael Kors» و«كورس مايكل كورس KORS Michael Kors».
تعد تشكيلات «كورس KORS» الخط الأوسط مابين مجموعات «مايكل كورس Michael Kors» ومجموعات «مايكل MICHAEL». ويشمل خط «مايكل MICHAEL» حقائب اليد النسائية والأحذية فضلا عن الملابس الجاهزة النسائية في حين أن خط «كورس» يتضمن الأحذية والجينز. وحاليا، يمتلك «كورس» متاجر تتضمن مجموعاته الكاملة في كل من نيويورك، وبيفرلي هيلز، وبالم بيتش، ومانهاست، وشيكاغو.
في عام 2011 احتفى «كورس» بمرور 30 عاماً على انطلاقته.
من أبرز المشاهير والشخصيات التي ارتدت أزياء «كورس»: جنيفر لوبيز Jennifer Lopez"، و"راشيل مكادامس Rachel McAdams"، و"أليسا Elissa"، و"هايدي كلوم Heidi Klum "، و"كاترين زيتا جونز Catherine Zeta-Jones ". وقد ارتدت له "ميشيل أوباما Michelle Obama " فستانا أسود بدون أكمام سوداء في أول ظهور رسمي لها كزوجة للرئيس وكالسيدة الأولى للولايات المتحدة الأمريكية. كما ارتدت "جوان الينJoan Allen" فستانا له خلال حفل الأوسكار عندما تم اختيارها كأفضل ممثلة عن دورها في فيلم "ذ كنتندر The Contender". كما ارتدت "جينيفرغارنرJennifer Garner " زيا مبتكرا من تصميمه أثناء تقديمها حفل "جائزة الأوسكار" في عام 2006. وقد قام «كورس» أثناء توليه منصب المدير الإبداعي لدار «سيلين Celine»، بتصميم العديد من الأزياء للممثلات للظهور بها على الشاشة، بما فيهن "غوينيث بالترو Gwyneth Paltrow " في فيلم " Possession"؛ و"رينيه روسو Rene Russo " في " The Thomas Crown Affair ". كما أن "اليشيا كيز Alicia Keys " كانت مرتدية فستانا من تصميمه خلال العرض الذي قدمته في الحفل الافتتاحي للرئيس باراك أوباما في 21 يناير 2013.
غالباً ما تدور الحملات الإعلانية للمصمم «كورس» حول خطوطه للأزياء الرياضية التي تحظى بإقبال كبير من لدن معجبيه. وقد صورت حملات سابقة له العارضة «كارمن كاس Carmen Kass» وهي في المطار، وفي إحدى رحلات سفاري في أفريقيا، وأيضا وهي مسترخية على متن يخت.
شارك «كورس» كعضو ضمن لجنة التحكيم في برنامج (إيمي Emmy) Project Runway للمصممين المبتدئين؛ والذي تم بث خمسة مواسم منه على Bravo ؛ ليتم بعد ذلك بث المواسم اللاحقة منه على Lifetime. وفي 18 ديسمبر 2012، صدر إعلان يفيد بأن «كورس» سيغادر " Project Runway"، ليحل محله زميله المصمم «زاك بوسن Zac Posen».
في يناير، 2014 ذكرت مجلة فوربس بأن ثروة «كورس» التي جمعها حتى الآن من عمله في الموضة والأزياء تزيد عن 1 بيليون دولار، مما يجعل منه أحدث وجه في عالم ميليارديرات الأزياء والموضة.Michael Kors Is Fashion's Newest Billionaire

## جوائز تكريمية أخرى
في 2013 تم اختيار «كورس» من قبل مجلة «ذ تايم The Time 100» من ضمن المئة شخصية الأكثر تأثيرا في العالم. وفي أكتوبر 2012 منحت مؤسسة "God's Love We Deliver " ل«كورس» جائزة «غولدن هارت لايفتايم Golden Heart Lifetime Achievement»؛ وهي مؤسسة غير ربحية تعنى بإطعام الأشخاص الذين يعانون من مرض الإيدز والأمراض الأخرى حيث كان «كورس» مساهما متطوعا فيها لمدة 20 عاما. في عام 2010، تلقة «كورس» جائزة «أوليفر آر غريس Oliver R. Grace» عن «الخدمة المميزة» وذلك من معهد أبحاث السرطان؛ وهي جائزة تكريمية سنوية يمنحها هذا المعهد الذي يعد مؤسسة أمريكية غير ربحية تكرس جهودها للنهوض بالعلاجات الخاصة بالجهاز المناعي ضد السرطان. كما حصل «كورس» أيضا في يونيو 2010 على جائزة تكريمية من «ماندارين أورينتال The Mandarin Oriental» في نيويورك. وفي يونيو 2010، كان «كورس» أصغر فائز بجائزة «جيوفري بيين Geoffrey Beene Lifetime Achievement» للأداء المميز من CFDA . كما حصل كذلك على جائزة «فيفي FiFi» من Fragrance Foundation. وفي 2007 تم تكريم «كورس» كأفضل مصمم للعام في عرض أزياء «بورتفوليو موشن Portfolio in Motion» الذي نظمته جامعة «ميريمواث Marymount University».
وفي 1983 كان «كورس» قد حصل على أول جائزة أميركية للأصالة قدّمتها شركة «دوبون» Dupont ، وأيضا جائزة Elle/Cadillac للتميّز في عالم الأزياء في عام 1995. وفي يونيو 1999 نال جائزة CFDA Fashion Awards كأفضل مصمم للأزياء النسائية في العام؛ وتعد هذه الجائزة أكثر الجوائز قيمة في عالم الأزياء. كما تم تصنيف اسمه في يناير 2001 من قبل مجلة Out Magazine ضمن إلى قائمة "Out 100". وهي قائمة تضم أسماء المكرمين من أصحاب الإداء المميّز في السنة السابقة.
إضافة إلى العديد من الجوائز والألقاب الكثيرة الأخرى.

## قضايا قانونية
في يناير 2009، رفع المصمم «طوني دوكيت Tony Duquette» شكرى قضائية ضد «كورس» بدعوى التعدي على العلامة التجارية «كورس» حيث زعم بأن «كورس» استخدم اسم ماركة «دوكيت Duquette» وصوره في دعايته لصالح تشكيلة السباحة لموسم 2009.
وفي يوليو 2013 أصبحت «مايكل كورس» الماركة العالمية الثانية بعد «تيفاني & كو Tiffany & Co» في مقاضاة مؤسسة «كوستكو Costco» التجارية بدعوى ادعاء الأخيرة كذبا بأنها باعت إحدى منتجاتها في حين أنه أمر لم يحدث.

## مايكل كورس في الثقافة العامة
تمت الإشارة إلى «مايكل كورس» في فيلم " The Devil Wears Prada" من قبل الشخصية «ميرندا بريستلي Miranda Priestly» التي تقمصتها «ميريل ستريب Meryl Streep»؛ وذلك في مشهد من الفيلم حيث تدخل «بريستلي» إلى مكتبها وهي تعطي مجموعة من الأوامر لمساعدتها الشخصية (إيميلي بلانت) قائلة:
“RSVP ‘yes’ to Michael Kors’ party and I want the driver to drop me off at 9:30 and pick me up at 9:45 sharp”.
كما تمت الإشارة إلى «كورس» أيضا في أغنية Dance a$$ لمغني الراب «بيغ شينBig Sean».
بالإضافة إلى ذلك ظهر «مايكل كورس» شخصيا كنجم وضيف شرف في إحدى حلقات مسلسل «غوسيب غيرل Gossip Girl» الشهير؛ وهي حلقة يتمحور موضوعها حول «أسبوع الموضة»؛ حيث تضمنت عرضا للأزياء تم فيه مرارا عرض العديد من التشكيلات الخاصة به.
يقيم «مايكل كورس» حاليا في مدينتي نيويورك وباريس؛ وهو عضو في مجلس إدارة مجلس مصمّمي الأزياء في الولايات المتحدة (CFDA) ويشغل منصب نائب الرئيس التنفيذي للمجلس.

## روابط خارجية
- مايكل كورس على موقع IMDb (الإنجليزية)
- مايكل كورس على موقع مونزينجر (الألمانية)
- مايكل كورس على موقع قاعدة بيانات الفيلم (الإنجليزية)